# ギネ 産婦人科の女たち
『ギネ 産婦人科の女たち』（ギネ さんふじんかのおんなたち）は、2009年10月14日から12月9日まで日本テレビの『水曜ドラマ』（毎週水曜日22:00 - 22:54・JST）で放送された日本のテレビドラマ。主演は藤原紀香。初回は22:00 - 23:09の15分拡大。

## 概要
深刻な危機にある日本の産婦人科の現状をテーマに、過酷な状況下で奮闘する産科医の姿を描いている。
原作は岡井崇の小説『ノーフォールト』。このドラマでは、原作者であり現役産婦人科医でもある岡井、及び所属する昭和大学病院の産婦人科医有志が手術シーンの医事指導を担当している。ロケにも全面協力しており、手術室や院内、病棟と外来を繋ぐ連絡通路等、劇中に登場する施設は実際の昭和大学病院の院内が使われている。

## ギネとは
医師の間で産婦人科医のことを業界用語で「ギネ」と呼んでいる、英語では産婦人科医のことを「Obstetrician&Gynecologist」と呼ぶことに由来している（正確には、Obstetricianは産科医、Gynecologistは婦人科医のことを指す）。

## キャスト

### 聖修大学医学部附属病院

#### 医師
柊 奈智
演 - 藤原紀香
聖修大学医学部附属病院・産科医。冷酷かつ無口で感情表現が乏しく、同僚医師のみならず妊産婦に対しても笑顔を見せたことがない。医師としての腕は高く、上司である君島からも高く評価されているが、患者を助けることに焦点を置きすぎて暴走することも多い。その為、病院長始め同僚の医師に問題児扱いされている。一人息子を育てるシングルマザーでもあり、柊隆弘は元夫。息子思いで、仕事が忙しく息子との時間がとれないことを気にする良き母親であり、息子に対しては優しい表情や笑顔を見せる。
玉木 聡
演 - 上地雄輔
新人産科医。実家は産婦人科医院。指導医は奈智だが、何も教えてくれず、話しかけてもろくに返事もしない彼女に不満を持つ。奈智が冷静さを失った直後から、医長の君島が指導医となる。喫煙者。助産師の木村明子と関係を持っていたが、えりなと付き合い始める。海外留学の話を機に婚約するが、自身の教授昇進と奈智の退職を天秤とした人事を病院長より言い渡された君島を心配し、支えとなり君島の元で学びたいと留学を辞め病院に残る意思をえりなに伝えるが意見が合わず、えりなと別れ婚約も解消し病院に残る。
嶋 えりな
演 - 本仮屋ユイカ
新人産科医。嶋院長の娘。真面目な性格で、現場で色々なことを学ぼうと積極的な姿勢を見せる。海外留学を希望している。玉木と付き合い始め海外留学の話を機に婚約するが、病院に残りたい玉木と意見が合わず、婚約解消し1人海外留学へと旅立つ。
桧口 涼子
演 - 板谷由夏
産科医。えりなの指導医。奈智とは対照的に明るく気さくな性格で、新人の聡やえりなにも優しく接する。精子の研究を専門としており、研究目的に精子提供を求めて、玉木を始めとした同僚医師に声をかけている。自身の妊娠・出産年齢を気にしており、将来の妊娠・出産に備え20代の時の自身の卵子を凍結保存している。母体死亡で亡くなった徳本美和子の凍結遺伝子を保存しており、これが医療裁判を取り下げる大きなキッカケとなる
藤木 敦士
演 - 近藤芳正
医局長。奈智の暴走に頭を悩ます。最終話で青森の大学病院の産婦人科教授となる。
須佐見 誠二郎
演 - 國村隼（スペシャルゲスト）
産婦人科主任教授。実は、顧問弁護士の瀬川一代と恋人関係にある。一代の妊娠発覚を機に結婚するが、一代に進行した卵巣がんが見付かる。精密検査の結果、一代のがんは手術して治療しても5年生存率は30%の診断。一代に生きていてほしいと、子供は諦め一刻も早く治療を始めるよう説得する。しかし、自身の治療より妊娠継続を強く希望する一代に説き伏せられまた、一代の意思を尊重し妊娠継続に賛同する。一代の看病に徹する為、教授職を退官する。
榎原 浩史
演 - 中村橋之助（特別出演）
婦人科医長。優しく穏やかであるが、奈智の暴走や言動に対しては厳しい顔を垣間見せる。君島始め同僚や部下よりの信頼は厚い。奈智が冷静さを失った直後、奈智の処遇に悩む君島を見かねて、自身が統括する婦人科教室に奈智を引き取り指導医となる。左利き。十八番の曲は「鬼のパンツ」で、よく口ずさんでる。君島の同期でもあり、奈智のことで頭を悩ます君島を陰ながらに支える。須佐見の退官に伴う君島の教授昇進の話が出た際、迷う君島に自分が准教授となり支えになるからと教授昇進を受けるよう説得する。
君島 紀子
演 - 松下由樹
産科医長。奈智の直属の上司。奈智の暴走に常に頭を悩ます。奈智の産科医としての腕は認めているものの、妊婦や胎児の命を救うことに対してストイック過ぎる姿勢を苦々しく思っており、もっと周りのことも考えるよう厳しく注意する。産科医としての人生を選択し、自身の妊娠・出産を断念した。須佐見が一代の看病の為に教授職を退官した際、嶋病院長より奈智の退職を条件に准教授を飛び越しての教授昇進を持ち掛けられ返答に悩むが、最終的には奈智を退職させずに教授に昇進する。

#### 病院関係者
須佐見（瀬川） 一代
演 - 内田有紀
病院の顧問弁護士。かつてはヤクザだったため、背中に青い龍の刺青がある。病院の負担やリスクの軽減を重視しており、そのやり方を改めるよう奈智に迫る。実は、須佐見と恋人関係にあり妊娠の発覚を機に結婚するが、同時に進行した卵巣がんが見付かる。自身の命より子供の命を優先し妊娠継続を希望するが、一代に生きてもらいたい須佐見より中絶を勧められる。最終的には須佐見を説き伏せ、自分の意思を貫き出産する。　

### 徳本家
徳本 美和子
演 - 西田尚美
奈智の患者。帝王切開の手術を受けた後、様態急変により死亡。娘の怪我での来院がきっかけで、血液が固まりにくい「フォン･ビルブランド病」という遺伝子異形による血液病である事が判明する。
徳本 慎一
演 - 八嶋智人
美和子の夫。桧口とは、高校時代の同級生。「おかずの徳本」を経営している。帝王切開により長男を出産した美和子が、術後に急死する。主治医である奈智と病院側より納得する説明が受けられず、また、奈智から主治医としての責任逃れと受け取れる発言を聞き、奈智と病院を相手に医療訴訟を起こす。
徳本 優美
演 - 吉田里琴
徳本家の長女。母である徳元美和子が聖修大学医学部附属病院の産婦人科で帝王切開の出産を行うため、出産前から面会に訪れていた。その際は明るく笑顔を見せていたが、母親が亡くなった姿を見てしまって以降、心を閉ざすように。病院、母親の主治医であった奈智に対し完全に信用しなくなってしまう。学校で腕を切り母親が亡くなった病院に搬送された際は「この病院いやー！」と大抵抗するほど。腕の傷は救急の医者に縫合されるが血が止まらず。医療裁判を控えていた為、迎えに来た慎一と弁護士に連れ帰られるが、縫合した医者から血が止まらない患者がいる。そう相談を受けた血液内科医であり奈智の夫である隆弘が「徳本優美」という名前から、産婦人科で起きた事故で亡くなった母親の娘ではないかと勘付く。産婦人科医の樋口から提供を受けた母である徳本美和子の凍結遺伝子を検査したところ「フォン･ビルブランド病」を患っている事が発覚。娘である優美にも遺伝しており、これにより血が止まらなかった原因が判明。病気が発覚してからは徐々に笑顔を見せるようになる。

### その他
- 木村 明子（助産師） - 映美くらら

玉木にアプローチし関係を持ったが、玉木がえりなと付き合い始めた為振られる。 
- 小山 淑恵（助産師） - 鈴木美恵
- 渡辺 みどり（助産師） - 小野かおり
- 洪 春瑛（助産師） - 滝裕可里
- 戸田 久美（看護師） - 篠田麻里子（当時AKB48）
- 鳥海 里子（産科医） - いせゆみこ

口調も振る舞いも男っぽい。
- 金澤 由香里（産科医） - 福田千明
- 柊 隆弘（血液内科医） - 長谷川博己

奈智の元夫。同じ病院に勤務する血液内科医である。裂傷により怪我をした子供の腕を縫合したが、血が止まらない。縫合した医者からそう相談を受けた患者が「徳本」という名字から、産婦人科で大量出血したことにより亡くなり、母体死亡で訴えられている徳本美和子の娘、優美である事に気がつく。産婦人科の樋口により徳本美和子の凍結遺伝子の提供を受け検査した所「フォン･ビルブランド病」という血液が固まりにくくなる病にかかっていたという診断を下す。娘の優美や産まれてきた子にも遺伝しており、この病名が発覚したことにより、奈智の医療行為が原因で徳本美和子が亡くなったのではなく、同病による大量出血が死因であることが判明。この事実がキッカケとなり、医療裁判は取り下げられた。
- 柊 雄太 - 中村柊芽

奈智の一人息子。母親を尊敬している。
- 前橋 康夫（新生児医） - 増田修一朗
- 安川 俊明（麻酔科医） - 浜田学
- 三村（脳外科医） - 岸博之
- 佐藤 美保子 - 西尾まり

切迫早産で長く入院する妊婦。病院内の事情にも詳しい。
- 泉沢園長 - 木野花（奈智の息子が通う保育園の園長）
- 嶋病院長 - 津嘉山正種

聖修大学医学部附属病院長。えりなの父親。問題を起こす奈智をお荷物扱いし、病院を辞めさせたいと考える。 
- 飯村（ERのドクター） - 川渕良和
- 白川 愛美（ERの看護師） - 大久保綾乃

### ゲスト
第1話
- 南 友子 - 酒井美紀
- 友子の夫 - 波岡一喜
- 八木 祥子 - 草村礼子
- 中国人の妊婦 - タン・ジャースー
- 玉木 聡の女友達 - 岩佐真悠子

第2話
- 長谷部 美緒 - 三倉茉奈（第8話、第9話）
- 江川 理緒 - 三倉佳奈（第8話〈写真のみ〉、第9話）
- 筒池 かおり - 西牟田恵
- 元木医師 - おかやまはじめ
- 山本 利香子 - 石橋杏奈（第8話）
- 山本 雅子 - 宮寺智子

第3話
- 菊池 晴美 - 山下容莉枝

第5話
- 三井 さやか - 永井杏（第6話）
- 岸本 昭一弁護士 - 半海一晃（第7話）

第7話
- 星名 あゆみ - 吉田羊
- 救急隊員 - 石井智也

第8話
- 熊野医師 - 児玉頼信
- 竹尾 小枝 - 須藤理彩

## スタッフ
- 原作 - 岡井崇『ノーフォールト』（早川書房）
- 脚本 - 大石静
- 演出 - 岩本仁志、久保田充、本間美由紀
- 音楽 - 池頼広
- 主題歌 - lecca「My measure」（cutting edge）
- エンディングテーマ - RYTHEM「ツナイデテ」（ソニー・ミュージックアソシエイテッドレコーズ）
- プロデューサー - 西憲彦、久保田充、渡邉浩仁（AXON）
- チーフプロデューサー - 櫨山裕子
- 特別協力 - 昭和大学病院
- 技術協力 - NiTRo、日テレアート
- 美術協力 - 日テレアート
- 制作協力 - AXON
- 製作著作 - 日本テレビ

## 放送日程
| 各話                                                       | 放送日         | サブタイトル | 演出       | 視聴率 |
| ---------------------------------------------------------- | -------------- | ------------ | ---------- | ------ |
| 第1話                                                      | 2009年10月14日 | 誕生と死     | 岩本仁志   | 14.8%  |
| 第2話                                                      | 2009年10月21日 | 緊急帝切     | 久保田充   | 11.6%  |
| 第3話                                                      | 2009年10月28日 | 狂乱出産!    | 岩本仁志   | 11.1%  |
| 第4話                                                      | 2009年11月04日 | 母体急変     | 久保田充   | 12.1%  |
| 第5話                                                      | 2009年11月11日 | 過失の烙印   | 岩本仁志   | 12.2%  |
| 第6話                                                      | 2009年11月18日 | 奈智の転機   | 久保田充   | 09.5%  |
| 第7話                                                      | 2009年11月25日 | 逆転の法廷   | 本間美由紀 | 11.8%  |
| 第8話                                                      | 2009年12月02日 | ギネの資格   | 久保田充   | 09.5%  |
| 最終話                                                     | 2009年12月09日 | 命…希望      | 岩本仁志   | 12.7%  |
| 平均視聴率 11.7%（視聴率は関東地区・ビデオリサーチ社調べ） |                |              |            |        |

- 第2話はセントラル・リーグクライマックスシリーズ第2ステージ第1戦の中継が延長されたため、25分遅延の22:25開始。
- 第4話は日本シリーズ第4戦の中継が延長されたため、50分遅延の22:50開始。
- 第5話はグラチャンバレー2009女子の中継が延長されたため、10分遅延の22:10開始。
- 第6話はグラチャンバレー2009男子の中継が延長されたため、30分遅延の22:30開始。